# Линси Сандс
Линси Сандс (на английски: Lynsay Sands) е канадска писателка на произведения в жанра съвременен, исторически и паранормален любовен роман и романтичен трилър.

## Биография и творчество
Линси Сандс е родена на в Лемингтън, Онтарио, Канада. След завършване на гимназията изпраща първия си ръкипис, но той е отхвърлен. Продължава да пише и едновременно учи в Университета в Уиндзър.
Първият ѝ роман „The Deed“ от едноименната поредица е публикуван през 1997 г.
Става популярна с обемната вампирска фамилна сага „Аржено“.
Произведенията на писателката често са в списъците на бестселърите и са характерни с хумора, с който са наситен.
През 2000 г. е удостоена с наградата P.E.A.R.L. за най-добър паранормален разказ за „The Fairy Godmother“ в сборника „Mistletoe and Magic“.
Линси Сандс емигрира и живее със семейството си в Англия.

## Произведения

### Самостоятелни романи
- The Switch (1999)
- Sweet Revenge (2000)
- Always (2000)
- Lady Pirate (2001)
- Bliss (2001)
- The Reluctant Reformer (2002)
- What She Wants (2002)
- The Perfect Wife (2005)
- Love Is Blind (2006)
- The Brat (2007)

### Серия „Дело“ (Deed)
1. The Deed (1997)
2. The Key (1999)
3. The Chase (2004)

### Серия „Аржено“ (Argeneau)
1. A Quick Bite (2005)
2. Love Bites (2004)
3. Single White Vampire (2003)
4. Tall, Dark and Hungry (2004)
5. A Bite to Remember (2006)
6. Bite Me If You Can (2007)
7. The Accidental Vampire (2007)
8. Vampires Are Forever (2008)
9. Vampire, Interrupted (2008)
10. Born to Bite (2010)
11. Hungry For You (2010)
12. The Reluctant Vampire (2011)
13. Under a Vampire Moon (2012)
14. The Lady Is a Vamp (2012)
15. Immortal Ever After (2013)
16. One Lucky Vampire (2013)
17. Vampire Most Wanted (2014)
18. The Immortal Who Loved Me (2015)
19. About a Vampire (2015)
20. Runaway Vampire (2016)
21. Immortal Nights (2016)
22. Immortal Unchained (2017)
23. Immortally Yours (2017)
24. Twice Bitten (2018)
25. Vampires Like It Hot (2018)
26. The Trouble With Vampires (2019)
27. Immortal Born (2019)

* Vampire Valentine (2010) – разказ
* The Gift (2011) – разказ

### Серия „Ловец на разбойници“ (Rogue Hunter)
1. The Rogue Hunter (2008)
2. The Immortal Hunter (2009)
3. The Renegade Hunter (2009)

### Серия „Планинският дявол“ (Devil of the Highlands)
1. Devil of the Highlands (2009)
2. Taming the Highland Bride (2010)
3. The Hellion and the Highlander (2010)

### Серия „Сестрите Мадисън“ (Madison Sisters)
1. The Countess (2011)
2. The Heiress (2011)
3. The Husband Hunt (2012)

### Серия „Булки от Хайленд“ (Highland Brides)
1. An English Bride in Scotland (2013)
2. To Marry a Scottish Laird (2014)
3. The Highlander Takes a Bride (2015)
4. Falling for the Highlander (2017)
5. Surrender to the Highlander (2018)
6. The Highlander's Promise (2018)
7. The Wrong Highlander (2019)
8. Hunting for a Highlander (2020)
9. Highland Treasure (2021)

### Участие в общи серии с други писатели

#### Серия „Блаженство“ (B.L.I.S.S.)
3. The Loving Daylights (2003)
Максимална защита, изд.: ИК „Калпазанов“, София (2003), прев. Цветана Генчева
от серията има още 2 романа от различни автори

### Новели
- All I Want (2012)
- The Fairy Godmother (2012)
- Three French Hens (2012)
- Knight of My Dreams (2014)

### Сборници
- Five Gold Rings (1999) – с Констанс О'Баниън, Стоби Пиел и Флора Шпеер
- Mistletoe and Magic (2000) – с Лиза Кач, Стоби Пиел и Ейми Елизабет Сондърс
- Wish List (2001) – с Лиза Кач, Клаудия Дейн и Лайза Клейпас
- A Mother's Way (2002) – с Лиза Кач, Сюзан Грант и Джули Кенър
- His Immortal Embrace (2003) – със Сара Блейн, Хана Хауъл и Кейт Хънтингтън
- The Eternal Highlander (2004) – с Хана Хауъл
- Dates from Hell (2005) – с Кели Армстронг, Лори Ханделанд и Ким Харисън
- My Immortal Highlander (2006) – с Хана Хауъл
- Highland Thirst (2007) – с Хана Хауъл
- Holidays Are Hell (2007) – с Ким Харисън, Марджъри Лиу и Вики Петерсон
- Eternal Lover (2008) – с Хана Хауъл, Джаки Кеслер и Ришел Мийд
- A Historical Christmas Present (2008) – с Лей Грийнууд и Лайза Клейпас
- Bitten By Cupid (2010) – с Памела Палмър и Хайме Ръш